# Sainte-Hélène-de-Mancebourg
Sainte-Hélène-de-Mancebourg es un municipio parroquial canadiense situado en la provincia de Quebec.

## Superficie
Sainte-Hélène-de-Mancebourg tiene una superficie de 68,15 km².

## Demografía
En 2021, tenía 410 habitantes, una densidad poblacional de 6 hab./km², y 185 viviendas.